# Johnny Green
Johnny Green (Nova Iorque, 10 de outubro de 1908 — Beverly Hills, 15 de maio de 1989) é um compositor e músico estadunidense. Venceu o Oscar de melhor trilha sonora em quatro ocasiões: por Easter Parade, An American in Paris, West Side Story e Oliver!, ao lado de Roger Edens, Sid Ramin, Saul Chaplin e Irwin Kostal.